# 영암경찰서
영암경찰서(靈巖警察署, Youngam Police Station)는 전라남도경찰청이 관할하는 경찰서 중 하나이다. 전라남도 영암군 영암읍 서남리 남문로 19(서남리 137)에 위치하고 있다.
서장은 총경으로 보한다.

## 기본 정보
- 주소: 전라남도 영암군 영암읍 서남리 남문로 19
- 우편번호: 58417

## 관할 파출소 및 지구대
영암경찰서는 6개의 파출소를 산하에 두고 있다.
| 명칭       | 사진 | 주소                  | 관할구역       | 치안센터     |
| ---------- | ---- | --------------------- | -------------- | ------------ |
| 삼호파출소 |      | 삼호읍 대불주거로 188 | 삼호읍         | 대불치안센터 |
| 시종파출소 |      | 시종면 고분로 11      | 시종면, 도포면 | 도포치안센터 |
| 신북파출소 |      | 신북면 간은정로 35    | 신북면, 금정면 | 금정치안센터 |
| 읍내파출소 |      | 영암읍 낭주로 178     | 영암읍, 덕진면 | 덕진치안센터 |
| 군서파출소 |      | 군서면 왕인로 497     | 군서면, 서호면 | 서호치안센터 |
| 학산파출소 |      | 학산면 영산로 28      | 학산면, 미암면 | 미암치안센터 |

## 같이 보기
- 전라남도지방경찰청